# Львово (посёлок станции, Кимовский район)
Льво́во — посёлок станции в Кимовском районе Тульской области, входит в состав Новольвовского сельского поселения.

## География
Посёлок станции находится в восточной части Тульской области, у железнодорожной линии Кимовск — Павелец, на расстоянии приблизительно 11 км (по прямой) к юго-востоку от города Кимовск, административного центра района.

### Часовой пояс
Посёлок станции Львово, как и вся Тульская область, находится в часовой зоне МСК (московское время). Смещение применяемого времени относительно UTC составляет +3:00.

## История
Поселок основан при станции, открытой в 1904 году (ныне — остановочный пункт). Название дано по ближайшей деревне. Отмечен на карте 1984 года как разъезд.

## Население
| 2010 |
| ---- |
| 2    |

### Национальный состав
Согласно результатам переписи 2002 года, в национальной структуре населения русские составляли 95 % из 19 чел